# ADX Florence
ADX Florence je vězení v americkém Coloradu pro doživotně odsouzené bez možnosti propuštění. Vězení má nejvyšší možnou ostrahu. Jsou zde nejtěžší zločinci, například několikanásobní vrazi, šéfové gangů a federální zločinci. Vězení bylo koncipováno jako tzv. druhý Alcatraz, tj. bez jakékoliv možnosti útěku. Patrně nejznámějším vězněm byl Theodore Kaczynski.